# Nyírbogát, Szabolcs-Szatmár-Bereg
Nyírbogát  este un sat în districtul Nyírbátor, județul Szabolcs-Szatmár-Bereg, Ungaria, având o populație de 3.234 de locuitori (2011). 

## Demografie
Componența etnică a satului Nyírbogát
     Maghiari (95,94%)
     Romi (3,3%)
     Alții (0,76%)
Componența confesională a satului Nyírbogát
     Reformați (39,58%)
     Greco-catolici (18,92%)
     Romano-catolici (12,52%)
     Fără religie (3,22%)
     Necunoscută (25,29%)
     Alte religii (1,58%)
Conform recensământului din 2011, satul Nyírbogát avea 3.234 de locuitori. Din punct de vedere etnic, majoritatea locuitorilor (95,94%) erau maghiari, cu o minoritate de romi (3,3%). Nu există o religie majoritară, locuitorii fiind reformați (39,58%), greco-catolici (18,92%), romano-catolici (12,52%) și persoane fără religie (3,22%). Pentru 25,29% din locuitori nu este cunoscută apartenența confesională.